# 我们要洞房
《我们要洞房》（英語：Let's Go to Bed）是1972年上映的一部香港電影，由高立执导、潘粤生编剧，秦沛等領銜主演的一部电影。该电影主要讲述一对儿夫妇在面对各种各样的怪邻居的时候，意外的帮助警察破获了一个案件的故事。

## 劇情簡介
一对儿新婚夫妇因为借了朋友的房子去度蜜月，结果却被周围的怪邻居而导致不能渡过新婚之夜。虽说他们会经常为了与邻居们产生的鸡毛蒜皮头疼不已，但是这对儿夫妇却也没想到他们居然在之后还帮助警察抓住了抢劫集团的首要人物，而那个人就是借给自己房间的朋友。

## 演员
- 秦沛
- 欧阳莎菲
- 石天[7]
- 邢慧
- 张佩山
- 曾楚霖
- 李文洲

## 职员表
- 制作人：邵仁枚
- 剪辑 ：姜兴隆

## 備註
1. ↑  张骏祥, 程季华. . 1995年.
2. ↑  粟子, 栗子. . 2010年.
3. 1 2  . 2003年.
4. ↑  张骏祥, 程季华. . 1995年.
5. ↑  . 2002年.
6. ↑  梁良. . 1984年.
7. ↑  吳昊. . 2004年.

## 相關連結
- 互联网电影数据库（IMDb）上《我们要洞房》的资料（英文）
- 豆瓣电影上《我们要洞房》的資料 （简体中文）
- 香港影庫上《我们要洞房》的資料（繁體中文）
- 时光网上《我们要洞房》的資料（简体中文）